# Hulim
Hulim is een bestuurslaag in het regentschap Padang Lawas van de provincie Noord-Sumatra, Indonesië. Hulim telt 695 inwoners (volkstelling 2010).